# Daring-klass (typ 45)
Daring-klass (Typ 45 jagare), är en avancerad klass av jagare byggd för den brittiska marinen (Royal Navy). Det har byggts sex fartyg av klassen och det första fartyget fick brittiska marinen år 2013. 

## Bakgrund
Daring-klass jagarnas främsta uppgift är att skydda brittiska marinens fartyg från luftangrepp ifrån kryssningsrobotar, stridsflygplan och UAV:er. Fartygen kostar cirka en miljard brittiska pund styck, har ett deplacement på 7 350 ton, är 152,4 meter lång, har en topphastighet på 30 knop och en besättning på 190 man.
Daring-klass jagarna är byggda med smygteknik som gör det svårare att upptäcka fartygen med radar. Fartygen har ett stort öppet flygdäck och en hangar, fartygen kan ha upp till två helikoptrar med sig. De har en radar med en räckvidd på 400 km och som kan spåra upp till 300 objekt samtidigt. Beväpningen består av ett Sea viper (PAAMS) luftvärnssystem som kan avfyra Aster 15- eller Aster 30-robotar, med en räckvidd på upp till 120 km, en huvudkanon (BAE 4 tums Mk 8 sjömålskanon) med en räckvidd på 20 km, Harpoon-robotar mot ytmål samt Oerlikon 30 mm automatkanoner och Phalanx CIWS för närförsvar.

## Fartyg
Den brittiska flottan har 6 skepp av denna typ vid namn; HMS Daring, HMS Dauntless, HMS Diamond, HMS Dragon, HMS Defender och HMS Duncan.